# Jaime Sarusky
Jaime Sarusky Miller (La Habana, 3 de enero de 1931-La Habana, 29 de agosto de 2013) fue un escritor y periodista cubano. Recibió el Premio Nacional de Literatura en 2004 y en 2011 se le dedicó la XX Feria Internacional del Libro de La Habana.
Tenía ascendencia judía y perteneció a una próspera familia de comerciantes, si bien dejó el negocio familiar en 1953 para dedicarse a su actividad literaria y periodística, desarrollando un especial interés por temas relacionados con la inmigración en su país. Trabajó, entre otros, para los periódicos Granma, Bohemia, Revolución y la revista La Gaceta de Cuba. Además, participó en el jurado de diversos certámenes y encuentros literarios nacionales.

## Obra literaria
- La búsqueda, Ediciones R, La Habana, 1961.
- Rebelión en la octava casa, Editorial Letras Cubanas, 1967.

- Shakespeare, nuestro contemporáneo, de Jan Kott, Instituto del Libro, La Habana, 1968. Traducción del francés al español y autor del prólogo de la   edición cubana del volumen de ensayos.

- El tiempo de los desconocidos, Ediciones Unión, La Habana, 1977.

- La política cultural de Cuba, 1979.

- Los   fantasmas de Omaja, Ediciones Unión, La Habana, 1986.

- El unicornio y otras invenciones, Ediciones Unión, La Habana, 1996.

- Diario de una revolución, Edizioni Aurora, 1997.

- Cuba: La imagen y la Historia, Edizioni Aurora, Panamá, 1998.

- Ernest Hemingway & Cojímar, de Raúl Corrales, Sharon Marine, Jan Corporation, 1999.

- La aventura de los suecos en Cuba, Editorial Arte y Literatura, La Habana, 1999.

- Un hombre providencial, Editorial Letras Cubanas, La Habana, 2001.

- Cuba por Korda, de Alberto Korda, Calmann-Levy, París, 2002. Textos en español y traducciones al inglés, italiano y francés.

- Grupo de experimentación sonora del ICAIC. Mito y realidad, Editorial Letras Cubanas, 2005.